# Shocker (catch)
Pour les articles homonymes, voir Shocker.
José Luis Jair Soria (né le 12 septembre 1971 à Guadalajara), plus connu sous le nom de ring de Shocker est un catcheur (lutteur professionnel) mexicain. Il est notamment connu pour avoir travaillé au sein du Consejo Mundial de Lucha Libre (CMLL) ainsi qu'à la Total Nonstop Action Wrestling (TNA).
Il est le fils du catcheur Ruben Soria, il devient catcheur en 1992 et porte alors un masque au Consejo Mundial de Lucha Libre. Il perd ce masque le 24 septembre 1999 après sa défaite face à Mr Nielba.

## Carrière de catcheur
Soria commence sa carrière sous le nom de Shocker et porte un masque le 12 octobre 1992.